# Turbotrain
Pour les articles homonymes, voir Turbo.
Ne doit pas être confondu avec Train Turbo.

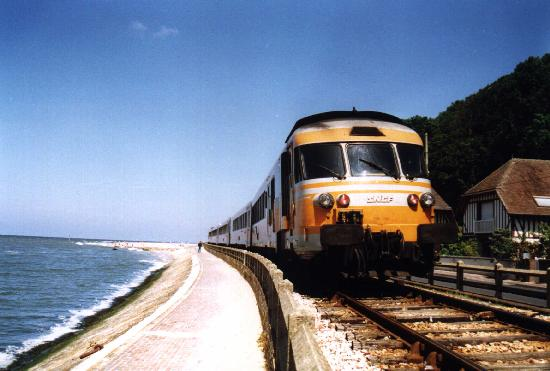
Un turbotrain (RTG) à Houlgate quitte le terminus de Dives sur la dernière portion de la ligne Deauville - Dives-sur-Mer - Cabourg (1989).

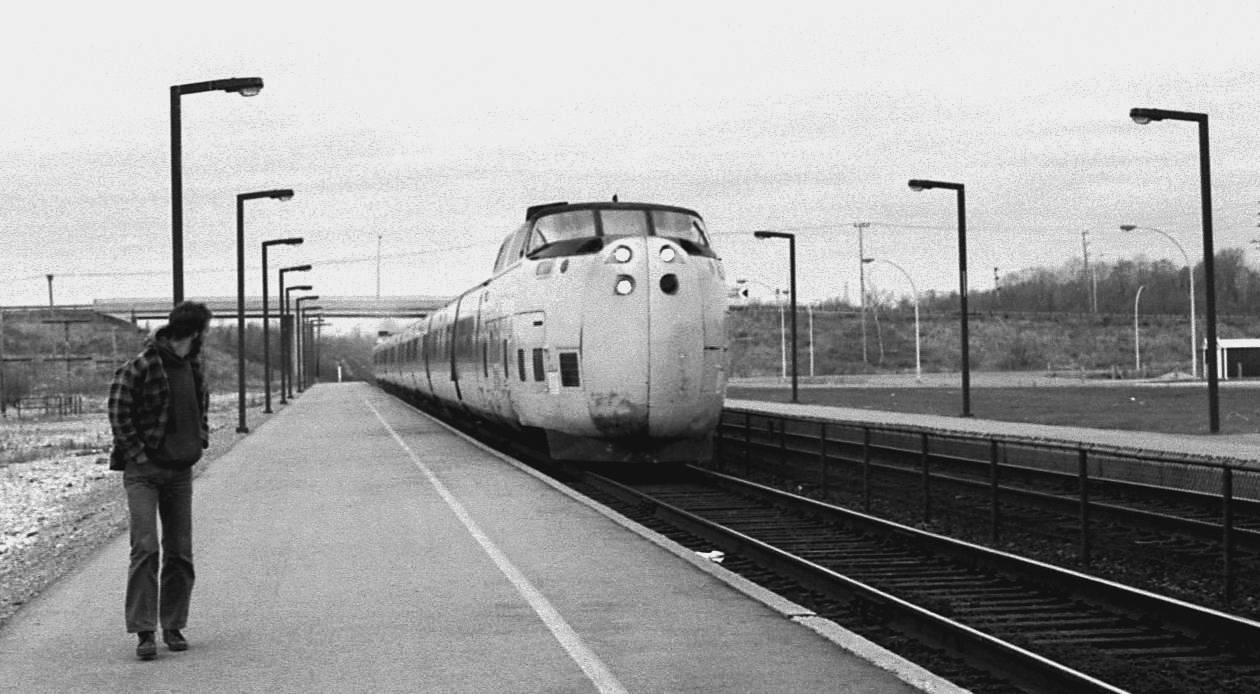
Un Turbo Train à Kingston (Ontario), Canada (2005).

Un turbotrain est un train propulsé par des moteurs de turbines à combustion, habituellement utilisés pour les avions, et fonctionnant au kérosène. Dans le monde, plusieurs versions de trains à turbine ont été mis en service, tels que le Train Turbo de United Aircraft Corporation ou encore le JetTrain de Bombardier Transport en Amérique du Nord, et les ETG suivis des RTG en France.

## Principe
L'usage d'une turbine à combustion en lieu et place d'un moteur diesel avait pour avantage premier un allègement considérable des motrices, qui ne dépassaient pas 17 t par essieu, pour une forte puissance. Ainsi, les vitesses limites permises étaient celles des automotrices, soit 10 à 15 km/h de plus que les trains tractés. Sur des itinéraires sinueux, avec des vitesses limites de l'ordre de 80 km/h, cela faisait une différence de plus d'une heure sur le parcours. Leur introduction a permis de démocratiser les grandes transversales, en assurant, pour l'exemple de Lyon-Strasbourg, cinq aller-retour quotidiens dans les deux classes en remplacement d'un aller-retour en RGP 1re classe plus un ou deux aller-retour de train express 1re/2e classe beaucoup plus lents. Rançon de leur succès, étant limitées en places assises malgré la formation des rames en jumelage, elles furent remplacées par des trains tractés sur la plupart de leurs itinéraires. D'autre part, leur consommation importante de carburant (400 g par kWh fourni, à comparer avec les 217 g/kWh des CC 72000) les a condamnées à une vie abrégée, malgré des améliorations dans la puissance des nouvelles turbines et une consommation de carburant moindre.

## Trains à turbine en France
En France, la technique est proposée par Guy Sénac (ingénieur en chef honoraire du Département Construction de la SNCF) pour améliorer la vitesse des trains. Les turbotrains de différentes générations d'abord ETG ensuite RTG ont été mis au point, études et conception, par la SNCF qui les a exploités commercialement pendant plus de deux décennies sur des lignes non électrifiées sur des voies moyennement armées du réseau ferroviaire. Ils ont également servi à mettre au point les solutions techniques du TGV.
- Le turbotrain expérimental TGS (turbine à combustion d'hélicoptère Super Frelon)[4]. Ses essais ont commencé le 25 avril 1967. Cet engin fut à l'origine de la technique des turbotrains à la SNCF. Il atteint la vitesse record de 252 km/h le 15 octobre 1971.
- Turbotrains de première génération : peu sûre encore de la fiabilité des turbomoteurs, la SNCF préfère commander des rames mixtes, disposant à une extrémité une motrice  moteur Diesel similaire aux Éléments automoteurs doubles (EAD). Les ETG (élément à turbine à gaz) composés de quatre caisses offrent au total 188 places, avec une motrice diesel et une motrice à turbine par rame. Les rames type ETG sont mises en service en mars 1971, sur la ligne Paris-Caen-Cherbourg, puis après l'arrivée des RTG (plus puissantes), les ETG sont envoyés dans le Sud-Est sur les lignes Lyon-Grenoble, Valence - Grenoble - Chambéry - Genève (dès le 28/09/1975) et Lyon - Chambéry - Annecy (dès décembre 1975).
- Turbotrains de deuxième génération : les RTG (rame à turbine à gaz) sont à transmission hydraulique avec des rames de cinq caisses, offrant au total 280 places, motorisées par deux turbines à gaz de 820 kW avec une vitesse maximum de 160 km/h. Les rames type RTG sont mises en service en 1973, sur la ligne Strasbourg-Lyon, première desserte, la ligne Lyon-Nantes, puis la ligne Lyon-Bordeaux. Elles y remplacent en particulier les RGP (rames à grand parcours) surnommées « RGP Lézard vert » à l'époque de leur livrée vert et crème. Les turbotrains RTG ont également circulé sur la ligne Lyon - Grenoble où ils ont épaulé les ETG.
- Le turbotrain expérimental TGV 001 est testé sur la ligne de la plaine d'Alsace et le 08/01/1974 en rampe de 25 pour mille sur la ligne des Alpes entre Grenoble et Monestier-de-Clermont. Il s'agit d'une rame automotrice articulée qui préfigura les TGV. Elle comprend trois caisses reposant sur des bogies intermédiaires et deux motrices d'extrémités munies de turbines à gaz. Commandée en 1969, cette rame expérimentale est construite par Alstom à Belfort, Brissonneau et Lotz à Aytré, et équipée de turbines Turboméca Turmo IV à  Bordes, avec transmission électrique. Ses essais débutent le 4 avril 1972. Cette rame permet de tester des circulations ferroviaires à grande vitesse, au-dessus de 250 km/h (elle fait plus de 2200 marches au-dessus de 250 km/h, dont une marche record à 318 km/h sur la ligne des Landes entre Lamothe et Morcenx le 8 décembre 1972) et les différentes solutions techniques (freinage, bogies, aérodynamisme notamment) qui seront adoptées sur les TGV, à l'exception de la motorisation à turbines, laquelle sera abandonnée à la suite du choc pétrolier de 1973 (à puissance réduite la courbe de Cs est d'allure hyperbolique).

En France, les RTG ont été les outils d'un développement de trafic considérable tel que, à l'exception de la ligne Lyon-Nantes (non électrifiée côté Lyon) et de la ligne Lyon-Bordeaux, à itinéraires multiples (itinéraire nord du Massif central via Montluçon, Guéret et Limoges, ou itinéraire sud du Massif central via Clermont-Ferrand, certaines relations ont par la suite été électrifiées ou transférées sur des relations TGV (Paris-Calais ou Lyon-Nantes via Massy).[pas clair]

### Lignes françaises parcourues
- ETG : voir détail des circulations sur « élément à turbine à gaz »
- RTG : voir détail des circulations sur « rame à turbine à gaz »

## Trains à turbines dans le monde
La France n'est pas le seul pays ayant mis au point des rames et locomotives à turbine à gaz. Les premières ont été employées dans les années 1940 en Suisse et leur âge d'or se situe durant les années 1960, juste avant les chocs pétroliers des années 1970.
- Le Train Turbo produit par la compagnie United Aircraft Corporation fut un train à grande vitesse construit durant les années 1960 pour une utilisation en Amérique du Nord. Il fut mis en service en 1968 et servit au Canada jusqu'en 1982 alors qu'aux États-Unis on le retira de la circulation en 1976 mais resta dans l'inventaire d'Amtrak jusqu'en 1980.
- Au début des années 2000 une rame expérimentale, appelé JetTrain, est proposé par Bombardier Transport pour exploiter les trains à grande vitesse en Amérique du Nord. Il emploie une motrice utilisant une turbine PW150 de Pratt & Whitney Canada qui est plus efficace qu'un diesel équivalent.
- Des Rames à turbine à gaz identiques ou dérivées du RTG français ont été vendues à l'Égypte, l'Iran et aux États-Unis.

## Modélisme
- JetTrain : un modèle est produit en Amérique du Nord par Rapido.
- ETG : La firme artisanale Apocopa a réalisé une reproduction en kit de ce modèle.
- RTG : La firme Jouef a réalisé une reproduction de ce modèle en HO dans sa version SNCF et Amtrak Turboliner.
- RTG : En novembre 2019, l'entreprise EPM (Euro Passion Models) basée en Bretagne, réalise une nouvelle reproduction à l'échelle HO des RTG. La première série est rattachée au dépôt de Caen (Rame no 32) puis en mai 2021, la rame no 4 basée à Vénissieux est déployée. Ces rames sont proposées en alimentation analogique ou pour circuler, avec un décodeur digital son, sur un réseau numérique.